# Theodor Hermann Meynert
Theodor Hermann Meynert est un  médecin psychiatre et neuroanatomiste allemand, né le 15 juin 1833 à Dresde et mort le 31 mai 1892 à Klosterneuburg près de Vienne.

## Biographie
Né en royaume de Saxe, Theodor Meynert accompagne sa famille lors de son déménagement à Vienne, où son père le journaliste Hermann Meynert (de) deviendra critique de théâtre sous le pseudonyme de Janus dans le Wiener Theaterzeitung (de). Theodor y suit des études de médecine notamment avec Carl von Rokitansky. Il se tourne rapidement vers la neurologie et la psychiatrie. Titulaire d'une chaire de psychiatrie à partir de 1870, ses travaux sur la neuroanatomie du cerveau contribuent largement au rayonnement scientifique de l'Université de Vienne. Meynert défend une vision du cerveau organisé en différentes aires fonctionnelles connectées les unes aux autres par des faisceaux de substance blanche. Dès 1867, il publie ainsi une classification des troubles mentaux basée sur leurs corollaires anatomo-pathologiques qui divise ses collègues.
Considéré néanmoins comme l'un des plus grands neuroanatomistes et psychiatre d'Europe, il fut le professeur de Paul Flechsig, Carl Wernicke, ou Auguste Forel. Même s'ils se sont violemment opposés sur un plan scientifique, Sigmund Freud qui fut le stagiaire de Meynert, reconnaîtra, tout en s'en démarquant, la profonde influence de ce dernier dans l'étude des liens entre le cerveau et la pensée.
Theodor Meynert milita aussi beaucoup pour améliorer les conditions des asiles psychiatriques, afin de les rendre plus humains.

## Publications
- Der Bau der Großhirnrinde und seine örtlichen Verschiedenheiten, nebst einem patholoisch-anatomischen Korollarium. Vierteljahrsschrift für Psychiatrie, 1867-1868, 1: 77-93, 126-170, 198-217; 2: 88-113.

## Éponymie
- Noyau basal de Meynert
- Incisure préoccipitale de Meynert